# スカンディッチ
スカンディッチ（伊: Scandicci）は、イタリア共和国トスカーナ州フィレンツェ県にある、人口約49,000人の基礎自治体（コムーネ）。県内第2位の人口を持つコムーネである。

## 地理

### 位置・広がり

#### 隣接コムーネ
隣接するコムーネは以下の通り。
- カンピ・ビゼンツィオ
- フィレンツェ
- インプルネータ
- ラストラ・ア・シーニャ
- モンテスペルトリ
- サン・カシャーノ・イン・ヴァル・ディ・ペーザ
- シーニャ

### 気候分類・地震分類
スカンディッチにおけるイタリアの気候分類 (it) および度日は、zona D, 1817 GGである。
また、イタリアの地震リスク階級 (it) では、zona 3 (sismicità bassa) に分類される。

## 行政

### 分離集落
スカンディッチには以下の分離集落（フラツィオーネ）がある。
- Badia a Settimo, Capannuccia, Casellina, Giogoli, Granatieri, Grioli, Le Bagnese, l'Olmo, Mosciano, Pieve a Settimo, Rinaldi, San Colombano, San Giusto a Signano, San Martino alla Palma, San Michele a Torri, San Vincenzo a Torri, Santa Maria a Marciola, Scandicci Alto, Vingone, Viottolone.

## 姉妹都市
- パンタン、フランス
- フランクフルト、ドイツ
- サラエヴォ、ボスニア・ヘルツェゴビナ